# 振替営業
振替営業（ふりかええいぎょう）とは、何らかの理由により本来平日である日に休業した場合や、その月に休日が多いため登校・出勤日数が不足する場合、休業した分および全体的な不足分を補うために、本来休日である特定の日を平日扱いとすることである。
学校の場合、振替登校と表記する場合もある。
月曜日から金曜日のいずれかの曜日を定休日としている企業では、本来定休日になる日が祝日に当たる場合は通常通り営業し、定休日を別日に変更する場合もある。